# Paradrymonia tylocalyx
Paradrymonia tylocalyx är en tvåhjärtbladig växtart som beskrevs av Wiehler. Paradrymonia tylocalyx ingår i släktet Paradrymonia och familjen Gesneriaceae. Inga underarter finns listade i Catalogue of Life.